# I Am Sam
I Am Sam (bra: Uma Lição de Amor; prt: I Am Sam - A Força do Amor) é um filme americano, do gênero drama, lançado em 2001 escrito e dirigido por Jessie Nelson.

## Elenco
- Sean Penn como Samuel John "Sam" Dawson
- Michelle Pfeiffer como Rita Harrison Williams
- Dakota Fanning como Lucy Diamond Dawson
  - Allison e Jillian Thormahlen como a bebê Lucy
  - Ryan Williams como Lucy de 6 meses
  - Felicity Ann e Makindra Sherry Forbes como Lucy de 18 meses
  - Elle Fanning como Lucy de 2 anos
  - Amanda Lehaf como Lucy de 4 anos
- Dianne Wiest como Annie Cassell
- Loretta Devine como Margaret Calgrove
- Richard Schiff como Sr. Turner
- Laura Dern como Miranda "Randy" Carpenter
- Marin Hinkle como Patricia
- Stanley DeSantis como Robert
- Brad Silverman como Brad
- Doug Hutchison como Ifty
- Rosalind Chao como Lily
- Ken Jenkins como Juiz Philip McNeily
- Wendy Phillips como Senhorita Wright
- Scott Paulin como Duncan Rhodes
- Kimberly Scott como Gertie
- Michael B. Silver como Dr. Jaslow
- Eileen Ryan como Estelle
- Mary Steenburgen como Dr. Blake
- Jen Taylor como Motorista Mulher
- Brent Spiner como Vendedor de Sapatos
- Kathleen Robertson como Garçonete

## Recepção
O Metacritic, que usa uma média ponderada, atribuiu ao filme uma pontuação de 28 em 100, baseado em 33 críticos, indicando críticas "geralmente desfavoráveis".

## Prêmios e indicações
| Premiação                          | Prêmio                                                                                   | Indicação                                                      | Resultado |
| ---------------------------------- | ---------------------------------------------------------------------------------------- | -------------------------------------------------------------- | --------- |
| Academy Awards                     | Best Actor                                                                               | Sean Penn                                                      | Indicado  |
| Broadcast Film Critics Association | Best Actor                                                                               | Sean Penn                                                      | Indicado  |
| Broadcast Film Critics Association | Best Young Performer                                                                     | Dakota Fanning                                                 | Ganhou    |
| Grammy Awards                      | Best Compilation Soundtrack Album for a Motion Picture, Television or Other Visual Media |                                                                | Indicado  |
| Humanitas Prize                    |                                                                                          |                                                                | Indicado  |
| Japanese Academy Awards            | Outstanding Foreign Language Film                                                        |                                                                | Indicado  |
| Las Vegas Film Critics Society     | Youth in Film                                                                            | Dakota Fanning                                                 | Ganhou    |
| Producers Guild of America         | Stanley Kramer Award                                                                     | Jessie Nelson Edward Zwick Marshall Herskovitz Richard Solomon | Ganhou    |
| Phoenix Film Critics Society       | Phoenix Film Critics Society Award for Best Youth Actress                                | Dakota Fanning                                                 | Ganhou    |
| Satellite Awards                   | Best Actor                                                                               | Sean Penn                                                      | Indicado  |
| Satellite Awards                   | Special Achievement Award for Outstanding New Talent                                     | Dakota Fanning                                                 | Ganhou    |
| Screen Actors Guild                | Outstanding Performance by a Male Actor in a Leading Role                                | Sean Penn                                                      | Indicado  |
| Screen Actors Guild                | Outstanding Performance by a Female Actor in a Supporting Role                           | Dakota Fanning                                                 | Indicado  |
| Young Artist Awards                | Best Family Feature Film - Drama                                                         |                                                                | Ganhou    |
| Young Artist Awards                | Best Performance in a Feature Film - Young Actress Age Ten or Under                      | Dakota Fanning                                                 | Ganhou    |